# Церетелли, Николай Михайлович
Никола́й Миха́йлович Церете́лли (1 октября 1890, Москва — 6 февраля 1942, Киров) — узбекский советский актёр и режиссёр, коллекционер и исследователь русской игрушки, потомок узбекских эмиров Бухары.

## Биография
Сын Сеид Мир Мансура, внук бухарского эмира Музаффара. Родился в Москве под именем Сеид Мир Худояр-хан. Фамилия Церетелли — от отчима.
Учился на курсах Александра Адашева (1913; класс Нины Литовцевой). В 1912 году принят в труппу гастролировавшего в Москве Немецкого театра, где был занят в массовке «Царя Эдипа». Был занят в пантомиме «Сумурун». С 1913 по 1916 — в Московском Художественном театре. С 1916 года — в труппе Камерного театра, в котором служил по 1928 год (с перерывом в 1924 году). В 1929—1934 годах — режиссёр в Театре оперетты. В 1934—1938 годах работал в Калининском театре, в 1939 — в Могилёве, в 1939 — в Костроме.
Последние два года жизни служил в Ленинградском театре Комедии. Уже смертельно истощённый, был эвакуирован из блокадного Ленинграда в Киров.
Выступал на эстраде как чтец. Снимался в кино, особенно много в 1915—1917 годах.

## Актёрские работы в Камерном театре
- «Фамира-кифарэд» И. Анненского — Кифаред (Камерный театр).
- «Андриена Лекуврер» Э. Скриба и Э. Легувем — Морис Саксонский.
- «Жирофле-Жирофля» Ш. Лекока (Мараскин).
- «Король Арлекин» Ф. Лотара — Арлекин.
- «Любовь под вязами» Ю. О’Нила (Ибен Кабот).
- «Ромео и Джульетта» У. Шекспира (Ромео).
- «Федра» Ж. Расина (Ипполит).
- «Саломея» О. Уайльда (Иоканаан).
- «Человек, который был Четвергом» по Г. Честертону (Четверг).

## Актёрские работы в других театрах
- «Сумурун» — пантомима (Немецкий театр).
- «Синяя птица» М. Метерлинка — Душа Сахара (МХТ).
- «Царь Фёдор Иоаннович» А. Толстого (Столпник) (МХТ).
- «Антигона» В. Газенклевера (Гэмон).
- «Поджигатели» А. Луначарского.
- «Принцесса Брамбилле» по Э. Гофману (Джилио).
- «Сирокко» Л. Половинкина (Казаков).
- «Ящик с игрушками» Дебюсси (солдатик).
- 1938 — «Анна Каренина» по Л. Н. Толстому . Русский драматический театр БССР (Минск; постановка и роль Вронского).
- 1938 — «Любовь Яровая» К. Тренёва (постановка и роль Ярового).
- «Похищение Елены» Л. Вернейля (постановка, 1937 и главная роль).
- «Валенсианская вдова» Лопе де Вега. Театр Комедии — (Камилло)

## Режиссёрские работы в театре
- «Андриена Лекуврёр» Э. Скриба и Э. Легуве. Калинин.
- 1938 — «Анна Каренина» по Л. Толстому. Постановка совм. с Д. А. Орловым и роль Вронского.
- 1939 — «Хозяйка гостиницы» К. Гольдони. Калинин.
- «Богема»
- «Русалка»
- 1938 — «Любовь Яровая» К. Тренёва (постановка и роль Ярового).
- «Похищение Елены» Л. Вернейля (постановка, 1937 и главная роль).
- «Маскарад» М. Лермонтова (1939). Кострома.
- «Таланты и поклонники» А. Островского (1939). Кострома.

## Фильмография
- 1927 — Яд — Художник Христофоров
- 1924 — Папиросница от Моссельпрома — кинооператор Латугин
- 1924 — Аэлита — инженер Лось, Спиридонов
- 1917 (?) — Проклятый — главная роль
- 1917 — Юность не простила страсти запоздалой
- 1917 — Узурпатор
- 1917 — Набат
- 1917 — Карьера жандармского ротмистра Поземкова — Грибов, журналист
- 1916 — Шахматы жизни — Марк Руднецкий
- 1916 — Цветы неба и земли
- 1916 — Пора любви — Шарль Моррель
- 1916 — Ничтожные
- 1916 — Марионетки рока — журналист Несмелов
- 1916 — И раб дерзнул — Пётр-садовник
- 1916 — Идеальная жена — Монтичелли
- 1916 — Злые духи — художник
- 1916 — Зелёный паук — композитор Алонов
- 1916 — За право первой ночи — молодой матрос
- 1916 — Если счастье на свете сильнее любви — Плавский
- 1916 — В семь часов — Костя
- 1915 — Хвала безумию — Поэт
- 1915 — Сильнее смерти — Антек
- 1915 — Елена Павловна и Серёжка — Серёжа
- 1915 — Вернулось счастье — Георгий Звягин